# زعلانة
..قرية الإخاء.. قرية الزعلانة سابقا هي قرية سوريّة تتبع إداريّاً لمحافظة حلب منطقة السفيرة ناحية مركز السفيرة، بلغ تعداد سكانها 731 نسمة حسب التعداد السكاني لعام 2004.